# Bios (Getränk)

Aktuelles Bios-Logo

Bios-Logo bis 2010

Bios war der Name eines durch Fermentation von Malz gebrauten Erfrischungsgetränks. Die alkoholfreie Bio-Limonade wurde in den Geschmacksrichtungen Holunder-Traube, Red Apple, Lemon Grass, Orange-Ingwer und „Coola“ angeboten.
Die Bios-Erfrischungsgetränke wurden 2008 auf der Fachmesse BIOFACH vorgestellt. Anfang 2012 wurde in Zusammenarbeit mit der Paulaner Brauerei ein deutschlandweiter Vertrieb geschaffen, nachdem das Getränk vorher nur in Norddeutschland vertrieben worden war. Die Produktion wurde im Jahr 2014 eingestellt; wie auf der Website des Unternehmens zu lesen ist, arbeitete man an einer Neupositionierung. Die BIOS GmbH wurde im Jahre 2015 mit einem anderen Tochterunternehmen der Unternehmensgruppe Nordmann verschmolzen und anschließend aufgelöst.

## Herstellung
Hersteller des fermentierten Getränks war die „Landwert Bio Premium GmbH“, ein Tochterunternehmen der Unternehmensgruppe Nordmann, die auch Besitzerin der Störtebeker Braumanufaktur ist.
Bios wurde ohne Zusatz von Kristallzucker hergestellt; die Süße wurde durch die Zugabe von Bio-Fruchtsäften, die von Natur aus Fruchtzucker enthalten, und durch das fermentierte Bio-Malz erreicht. Auch wurden keine Säureregulatoren zugesetzt. Als erstes fermentiertes Erfrischungsgetränk setzte Bios zertifizierte Bio-Aromen ein, die aus der namensgebenden Biofrucht stammten.
Bios hatte nach dem Gesetz einen geringen physiologischen Brennwert von ca. 84 kJ/100 g (20 kcal/100 g) und bestand abgesehen vom Trinkwasseranteil zu 100 Prozent aus Bio-Rohstoffen.

## Rechtsstreit mit der Bionade GmbH
Vor dem Landgericht Düsseldorf erreichte die Stralsunder Brauerei am 5. Mai 2008 den Erlass einer einstweiligen Verfügung (Az.: 37 O 74/08), wonach das fermentierte Erfrischungsgetränk Bionade nicht mehr damit beworben werden darf, kalzium- und magnesiumreich zu sein, da Bionade nicht die Mindestmengen davon aufweise und somit eine Werbung nicht zulässig sei.
Der unterfränkische Hersteller der seit 1995 angebotenen Bionade wiederum hatte bereits im März 2008 vor dem Landgericht Hamburg gegenüber dem Bios-Hersteller u. a. beantragt:
- die Werbung mit Hinweisen auf das Herstellungsverfahren von Bios ohne Zusatz von Zucker zu unterlassen,
- die Auslobung „Ohne Zuckerzusatz“ bei allen Bios-Produkten zu verbieten,
- die Aussage „das erste fermentierte Erfrischungsgetränk, das wirklich zu 100% aus Bio-Rohstoffen besteht“ zu verbieten,
- die vergleichende Darstellung mit einer Bios-Flasche ohne Zuckerzusatz, einer Bionade-Flasche mit fünf gezeigten Zuckerstückchen und einer Colaflasche mit 12 gezeigten Zuckerstückchen unter der Überschrift „Zuckergehalt im Vergleich“ zu untersagen,
- die Herstellerangabe auf den Etiketten ohne detaillierte Adresse zu verbieten,
- die Auslobung von Bios als „durstlöschender als der Marktführer“ zu verbieten.

Das Landgericht Hamburg entschied dazu, dass Bios weiterhin mit den Hinweisen „Ohne Zuckerzusatz“ und „das erste fermentierte Erfrischungsgetränk, das wirklich zu 100% aus Bio-Rohstoffen besteht“ beworben werden darf. Die Überschrift „Zuckergehalt im Vergleich“ sowie die Aussage „durstlöschender als der Marktführer“ dürfen nicht mehr verwendet werden, die Adresse ist anzugeben.
Das Landgericht Hamburg entschied zudem, dass Bios nicht mit der Auslobung „gut für den Körper“ verkauft werden darf und der Slogan „durstlöschender als der Marktführer“ zu unterlassen sei, da dieser eine unzulässige Form der vergleichenden Werbung darstelle und somit unlauter im Sinne der gesetzlichen Bestimmungen sei.
Die Bios-Erfrischungsgetränke seien nach Aussage des Gerichts eine innovative Weiterentwicklung und kein Nachahmungsprodukt.
Im Dezember 2008 schlossen die Bionade GmbH und die Nordmann Unternehmensgruppe einen Vergleich, wonach sämtliche Gerichtsverfahren beendet werden. Es mache keinen Sinn, dass sich ausgerechnet die einzigen, tatsächlich durch sehr teure Fermentation hergestellten Biogetränke mit Prozessen überziehen, erklärte Peter Kowalsky, Geschäftsführer der Bionade GmbH. Er bestätigte zudem, dass bei Bios keine Nachahmung der Bionade stattfinde. Oliver Nordmann, ein Gesellschafter der Nordmann Unternehmensgruppe und bios-Initiator, erkannte hingegen die Pioniertätigkeit und unternehmerische Leistung der Bionade GmbH in der Erfindung und Etablierung einer völlig neuen Produktgruppe an.

## Bewertung
Das deutsche Verbrauchermagazin Ökotest bewertete im Jahr 2008 die Variante „Bios Orange-Ingwer“ mit dem Prädikat „sehr gut“, da „(…) Bios im Unterschied zu Bionade ohne Kristallzucker und Säureregulatoren auskommt“. Zudem sei Bios konsequenterweise mit Bio-Geschmacksstoffen aromatisiert und der Geschmack überzeuge. Die Bewertung wurde im Jahr 2009 bestätigt.